# EPPO Code
Codul EPPO, cunoscut anterior sub denumirea de codul Bayer, este un identificator codat care este utilizat de Organizația Europeană și Mediteraneană pentru Protecția Plantelor (EPPO) într-un sistem conceput pentru a identifica în mod unic organismele – și anume plantele, dăunători și agenții patogeni – care sunt importanți pentru agricultură și protecția culturilor. Codurile EPPO sunt o componentă de bază a unei baze de date de nume, atât științifice, cât și vernaculară. Deși inițial a fost inițiată de Bayer Corporation, lista oficială a codurilor este acum menținută de EPPO.

## Baza de date a codului EPPO
Toate codurile și numele asociate acestora sunt incluse într-o bază de date (EPPO Global Database). În total, există peste 68.500 specii enumerate în baza de date eppo, inclusiv:
- 36.000 de specii de plante (de exemplu cultivate, plante sălbatice și buruieni)
- 24.000 de specii de animale (de exemplu, insecte, acarieni, nematode, rozătoare), agenți de biocontrol
- 8.500 de specii de microorganisme (de exemplu bscterii, ciuperci, viruși, viroizi și ca și virușii)

Plantele sunt identificate printr-un cod de cinci litere, alte organisme printr-un singur cod de șase litere. În multe cazuri, codurile sunt mnemonice abrevieri ale denumirii științifice a organismului, derivate din primele trei sau patru litere ale genului și primele două litere ale speciei. De exemplu, porumbului sau porumbului (Zea mays), i s-a atribuit codul „ZEAMA”; codul pentru  boala târzie a cartofului (Phytophthora infestans) este „PHYTIN”. Codul unic și constant pentru fiecare organism oferă o metodă prescurtare de înregistrare a speciei. Codul EPPO evită multe dintre problemele cauzate de revizuirile denumirilor științifice și ale taxonomiei, care au adesea ca rezultat utilizarea unor sinonime diferite pentru aceeași specie. Când taxonomia se schimbă, codul EPPO rămâne același. Sistemul EPPO este utilizat de organizații guvernamentale, agenții de conservare și cercetători.

### Exemplu
| Rang taxonomic  | Exemplu de taxon | Codul EPPO |
| --------------- | ---------------- | ---------- |
| Regnul          | Animalia         | 1ANIMK     |
| Încrengătura    | Artropode        | 1ARTHP     |
| Subîncrengătura | Hexapode         | 1HEXAQ     |
| Clasa           | Insecte          | 1INSEC     |
| Ordinul         | Hemiptere        | 1HEMIO     |
| Subordinul      | Sternorhyncha    | 1STERR     |
| Familia         | Aleyrodidae      | 1ALEYF     |
| Genul           | Bemisia          | 1BEMIG     |
| Specii          | Bemisia tabaci   | BEMITA     |